# Чамла
Ча́мла (болг. Чамла) — село без постоянного населения в Болгарии. Находится в Смолянской области в общине Смолян, кметство Мугла.
Чамла — самое высокогорное село Болгарии — 1850 м над уровнем моря. В этом высокогорном селе ранее проживало 180 человек, в 1980-е годы село обезлюдело, в Чамле нет ни электричества, ни канализации. Но несмотря на отсутствие постоянного населения, село официально считается населённым пунктом.
После 2004 года единственным жителем села был француз Оливие Лю, который здесь прожил около года в экстремальных условиях, вслед за ним авантюру повторил испанец Оскар Кореа.
В июле 2006 года село было местом проведения молодёжного фестиваля «Чамла фест».
В 2007 году было сообщение о покупке села холдингом известного болгарского предпринимателя Васила Божкова и его намерениях об организации здесь туристической базы

## Политическая ситуация
В местном кметстве Мугла, в состав которого входит Чамла, должность кмета (старосты) исполняет Сийка Бойкова Радева (коалиция в составе 2 партий: Союз демократических сил (СДС) и национальное движение «Симеон Второй» (НДСВ)) по результатам выборов правления кметства в 2007 году.
Кмет (мэр) общины Смолян — Николай Тодоров Мелемов (Граждане за европейское развитие Болгарии (ГЕРБ)) по результатам выборов 2011 года, прежде кметом была Дора Илиева Янкова (Болгарская социалистическая партия (БСП)) по результатам выборов 2007 года в правление общины.